# 1989 BD
1989 BD är en asteroid i huvudbältet som upptäcktes den 29 januari 1989 av de båda japanska astronomerna Seiji Ueda och Hiroshi Kaneda i Kushiro.
Asteroiden har en diameter på ungefär 9 kilometer.